# Campionat d'escacs del Japó
El Campionat d'escacs del Japó és un torneig d'escacs estatal del Japó per determinar el campió del país.

## Quadre d'honor
| Núm. | Any  | Campió                                         | Campiona                          | Núm.    |
| ---- | ---- | ---------------------------------------------- | --------------------------------- | ------- |
| 1    | 1968 | Yukio Miyasaka                                 |                                   |         |
| 2    | 1969 | Yukio Miyasaka                                 |                                   |         |
| 3    | 1970 | Yukio Miyasaka                                 |                                   |         |
| 4    | 1971 | Yukio Miyasaka                                 |                                   |         |
| 5    | 1972 | Gentaro Gonda                                  |                                   |         |
| 6    | 1973 | Gentaro Gonda                                  |                                   |         |
| 7    | 1974 | Henji Hamada                                   |                                   |         |
| 8    | 1975 | Gentaro Gonda                                  | Miyoko Watai                      | I       |
| 9    | 1976 | Gentaro Gonda                                  | Emiko Nakagawa                    | II      |
| 10   | 1977 | Gentaro Gonda                                  | Emiko Nakagawa                    | III     |
| 11   | 1978 | Gentaro Gonda                                  | Miyoko Watai                      | IV      |
| 12   | 1979 | Gentaro Gonda                                  | Miyoko Watai                      | V       |
| 13   | 1980 | Koobun Oda                                     | Naoko Takemoto                    | VI      |
| 14   | 1981 | Koobun Oda                                     | Naoko Takemoto                    | VII     |
| 15   | 1982 | Hiroyuki Nishimura                             | Naoko Takemoto                    | VIII    |
| 16   | 1983 | Hiroyuki Nishimura                             | Naoko Takemoto                    | IX      |
| 17   | 1984 | Hiroyuki Nishimura                             | Naoko Takemoto                    | X       |
| 18   | 1985 | Gentaro Gonda Paul Kuroda                      | Naoko Takemoto                    | XI      |
| 19   | 1986 | Jacques Pineau                                 | Naoko Takemoto                    | XII     |
| 20   | 1987 | Tomomichi Suzuki                               | Naoko Takemoto                    | XIII    |
| 21   | 1988 | Loren Schmidt                                  | Naoko Takemoto                    | XIV     |
| 22   | 1989 | Gentaro Gonda                                  | Naoko Takemoto                    | XV      |
| 23   | 1990 | Joselito Sunga                                 | Naoko Takemoto                    | XVI     |
| 24   | 1991 | Mats Andersson                                 | Naoko Takemoto                    | XVII    |
| 25   | 1992 | Domingo Ramos                                  | Naoko Takemoto                    | XVIII   |
| 26   | 1993 | Jacques Pineau                                 | Naoko Takemoto                    | XIX     |
| 27   | 1994 | Hiroyuki Nishimura                             | Naoko Takemoto                    | XX      |
| 28   | 1995 | Domingo Ramos Hiroshi Takemoto Tomohiko Matsuo | Naoko Takemoto                    | XXI     |
| 29   | 1996 | Gentaro Gonda                                  | (no jugat)                        |         |
| 30   | 1997 | Gentaro Gonda                                  | (no jugat)                        |         |
| 31   | 1998 | Akatsuki Watanabe                              | (no jugat)                        |         |
| 32   | 1999 | Akatsuki Watanabe                              | (no jugat)                        |         |
| 33   | 2000 | Akatsuki Watanabe                              | (no jugat)                        |         |
| 34   | 2001 | Gentaro Gonda                                  | Miyoko Watai Kang Guen Guoko      | XXII    |
| 35   | 2002 | Simon Bibby                                    | (no jugat)                        |         |
| 36   | 2003 | Akira Shiomi Kiyotaka Sakai                    | Emiko Nakagawa                    | XXIII   |
| 37   | 2004 | Kiyotaka Sakai                                 | Melody Garcia                     | XXIV    |
| 38   | 2005 | Shinya Kojima                                  | Haruko Tanaka                     | XXV     |
| 39   | 2006 | Masahito Baba Shinya Kojima                    | Emiko Nakagawa                    | XXVI    |
| 40   | 2007 | Shinya Kojima Shinsaku Vesugi                  | Emiko Nakagawa                    | XXVII   |
| 41   | 2008 | Shinya Kojima                                  | Emiko Nakagawa                    | XXVIII  |
| 42   | 2009 | Sam Collins                                    | Emiko Nakagawa                    | XXIX    |
| 43   | 2010 | Nanjo Ryokai Shinya Kojima                     | Narumi Uchida                     | XXX     |
| 44   | 2011 | Ryuji Nakamura Masahiro Baba                   | Narumi Uchida                     | XXXI    |
| 45   | 2012 | Nanjo Ryokai                                   | Epifania Peters Ekaterina Egorova | XXXII   |
| 46   | 2013 | Junta Ikeda                                    | Narumi Uchida                     | XXXIII  |
| 47   | 2014 | Ryosuke Nanjo                                  | Narumi Uchida                     | XXXIV   |
| 48   | 2015 | Masahiro Baba                                  | Mirai Ishizuka                    | XXXV    |
| 49   | 2016 | Tran Thanh Tú                                  | Mirai Ishizuka                    | XXXVI   |
| 50   | 2017 | Koji Noguchi                                   | Karen Hoshino                     | XXXVII  |
| 51   | 2018 | Tran Thanh Tú                                  | Qin Ranran                        | XXXVIII |
| 52   | 2019 | Mirai Aoshima                                  | Khalion Battur                    | XXXIX   |
| 53   | 2020 | Tran Thanh Tú                                  | (no jugat)                        |         |
| 54   | 2021 | (no jugat)                                     | (no jugat)                        |         |
| 55   | 2022 | Mirai Aoshima                                  | Azumi Sakai                       | XL      |
| 56   | 2023 | Ryosuke Nanjo                                  | Azumi Sakai                       | XLI     |
| 57   | 2024 | Ryosuke Nanjo                                  | Rikka Mitsuyama                   | XLII    |

## Campions d'escacs per correspondència
```
16.
Tadahiko Mori
 (1983-1985)
17.
Seiji Nakano
 (1985-1987)
18.
Seiji Nakano
 (1987-1989)
19.
Mayuki Majima
 (1989-1991)
20.
Mayuki Majima
 (1991-1993)
21.
Hirokaz Onoda
 (1993-1994)
22.
Shoji Terada
 (1994-1996)
23.
Takanori Tomizawa
 (1996-1998)
24.
Nobuo Uchikura
 (1998-1999)
25.
Takanori Tomizawa
 (1998-1999)
26.
Nobuo Uchikuda
 (1999-2000)
27.
Nobuo Uchikura
 (2001-2002)
28.
Nobuo Uchikura
 (2002-2003)
29.
Takanori Tomizawa
 (2004-2005)
30.
Takanori Tomizawa
 (2006-2007) 
[
1
]

31.
Takanori Tomizawa
 (2008-2009) 
[
2
]

32.
Nobuo Uchikura
 (2010-2011) 
[
3
]

33.
Takanori Tomizawa
 (2012-2013) 
[
4
]

34-
Takanori Tomizawa
 (2014-2015) 
[
5
]

35.
Takanori Tomizawa
 (2016-2017) 
[
6
]

36.
Nobuo Uchikura
 (2018-2020) 
[
7
]

37.
Takanori Tomizawa
, 
Atsushi Saitou
 (2020-2022) 
[
8
]

38.
Nobuo Uchikura
 (2022-2023) 
[
9
]
```